# Maruja Pino Piñeiro
Maruja Pino Piñeiro (Puenteareas, provincia de Pontevedra; 14 de junio de 1918-Madrid, 28 de junio de 2010)  fue una escritora gallega.

## Biografía
Era la cuarta de siete hermanos, comezando sus estudios en la Escuela franciscana de la "Divina Pastora",  y posteriormente realizó el Bachillerato libre, con D. José Pino y D. Mariano Piñeiro, abad de Angoares (una de las Parroquias de Puenteareas), hasta el cuarto curso. Cuando D. José fue trasladado por razones políticas, entonces hizo los tres últimos años internada en las Carmelitas en Vigo, luego de lo cual realizó la reválida en la Universidad de Santiago.  Y, en el quinto curso estudió las materias relacionadas con el Magisterio, luego de lo cual se aplicaría profesionalmente a la docencia durante varios años. 
Luego de contraer matrimonio,  su primera hija nació con una enfermedad congénita cardíaca, por lo cual abandona su trabajo como maestra. Después de la guerra civil española fue sometida por sus ideas políticas. 
Falleció a los 92 años, en Madrid, donde vivía con una hija. Sus restos están sepultados en su villa natal.

## Actividad cultural
Estaba enamorada de la poesía, género que escribía desde los catorce años, y de investigaciones en historia, temas sobre los que publicó varios artículos en revistas y en libros.  Su obra figura en Antoloxía (1988) de Elisa Vázquez de Guey, Mulleres salientadas de Galicia (1990), y en el libro de Xesús López Fernández Poemas á Nai, que a lo largo de mil páginas recoge poemas compuestos con su figura, por autores gallegos, tanto residentes en el país, como en la diáspora.
Fue invitada a diversos Juegos Florales, y colaboró en temas relacionados con la historia y la literatura en la radio y televisión locales; así como en los diarios Pobo Galego (hoy desaparecido), La Voz de Galicia, Faro de Vigo, Lonxe da Terriña, A Peneira, Alandar, de Madrid.
Su poesía O Condado,  fue musicalizada por Miguel Groba, director de la Orquesta de Cámara y Coro de la Comunidad de Madrid, siendo estrenada en Salamanca, Madrid, y en Puenteareas.
Maruja Pino dedicóse, desde muy joven, a labores humanitarios, centrándose en Cáritas,  y fue presidenta en su comarca de la Asociación Española Contra el Cáncer.

## Honores

### Reconocimientos
- 1991: el Concejo de Puenteareas le otorgó la Medalla de Plata y Diploma, por los trabajos de toda una vida dedicada a la investigación
- octubre de 1992: en Pontevedra, La Medalla de la Asociación Española Contra el Cáncer por su labor humanitaria
- 22 de junio de 1997: la Orden de Caballeros de San Miguel, otorgada en el Hotel Mondariz Balneario, premio por sus trabajos de investigación y literarios
- Diploma y Medalla de Fermín Bouza Brey, por los estudios biográficos sobre ese puenteareano
- Diploma de los Padres Franciscanos por su colaboración en la restauración del Convento
- domingo, 18 de mayo de 2008: encargada de la lectura de la letanía del Corpus Christi, en su Puenteareas natal.[4][5][6]

## Obra
- Un libro y una flor. 1977
- El marinero del canero maruxa. 1979
- Edu y sus travesuras. 1982
- Todo mi sentir. 1983
- La princesa de la rosa blanca. 1984
- Datos históricos turísticos de Ponteareas y el Condado. 1981
- Pedro quiere un libro de animales. 1986
- El Castillo de Villasobroso y su historia. 1987
- Manual de buenas costumbres. 1990
- El Corpus de Ponteareas y su historia. 1991
- Los Vieitez de Puga. 1996
- As azas do vento, poesía.
- Sombras do meu lecer
- Ponteareas ayer y hoy
- Mondaríz Balneario
- Poemas de amor
- Qué vamos facer co noso Manoliño, teatro

### Nota
1. ↑  dando a 1920 como año de nacimiento
2. ↑  Profundo dolor en Ponteareas por la muerte de Maruja Pino
3. ↑  Biografía en Galegos.info
4. ↑  A escritora Maruja Pino lerá este domingo o pregón da festa do Corpus Christi
5. ↑  Maruja Pino Piñeiro (7 de enero de 2010).  http://marujapino.blogspot.com/. Consultado el 25 de junio de 2011. «imagen de su lectura del pregón». Falta el |título= (ayuda)
6. ↑  Ponteareas.es (16 de mayo de 2008). «A escritora Maruja Pino lerá este domingo o pregón da festa do Corpus Christi». Consultado el 25 de junio de 2011.